# Месопотамия (римская провинция)

Месопотамия в 117 году

Месопотамия (лат. Mesopotamia) была одной из восточных римских провинций.
В 113 году император Траян начал войну против давнего противника Римской империи — Парфянского царства. В 114 году он завоевал Армению, которая была превращена в провинцию и к концу 115 года покорил Северную Месопотамию. В начале 116 года на её территории была организована провинция, что было отмечено чеканкой монет.
Позже, в том же году, Траян вторгся в центральную и южную Месопотамию, расширив уже существующую провинцию, а затем переправился через реку Тигр в Адиабену, которую он сделал провинцией Ассирия. Но как только Траян скончался, его преемник Адриан отказался от завоеваний своего предшественника к востоку от реки Евфрат, которая вновь стала восточной границей Римской империи.
Северная Месопотамия, в том числе и Осроэна, перешла под римское владычество после кампании Луция Вера в 161—166 годах, но эти области не были официально объединены в провинции, а наоборот, они были оставлены местным вассальным правителям, хотя римские гарнизоны были сохранены, в частности в Нисибисе. Власть римлян в тех местах пошатнулась в 195 году, во время гражданской войны между Септимием Севером и Песценнием Нигером, когда там вспыхнуло восстание, а Нисибис был осажден. Север быстро восстановил порядок и превратил Осроэну в полноправную провинцию. Затем Север начал войну против Парфии, которую он успешно завершил, штурмовав парфянскую столицу Ктесифон. Кроме того, император восстановил провинцию Месопотамию в 198 году со столицей в Нисибисе, которая была возведена в статус колонии.
В отличие от провинции Траяна, которая охватывала всю Месопотамию между реками Тигр и Евфрат, новая провинция была ограничена на юге Осроэной, Тигром и Евфратом на севере и рекой Хаборас (современный Хабур) на востоке. Эта территория стала яблоком раздора между римлянами и иранцами в ходе римско-персидских войн. В суматохе, последовавшей за годом шести императоров в 239—243 годах, Ардашир I, основатель новой Сасанидской державы, заменившей ослабевших парфян, атаковал и захватил Месопотамию, но она была восстановлена префектом претория Тимисефеем до его смерти в 243 году. В 250-х годах персидский царь Шапур I напал на Месопотамию и воевал с римским императором Валерианом I, которого он пленил у Эдессы в 260 году. В следующем году Шапур был разбит правителем Пальмиры Оденатом и изгнан из Месопотамии.

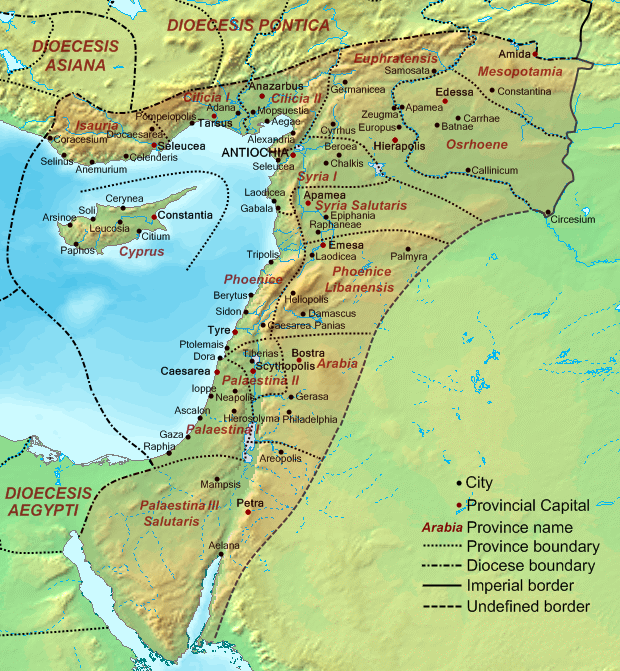
Месопотамия в 400 году

В соответствии с реформами Диоклетиана и Константина I, Месопотамия стала частью диоцеза Восток, который в свою очередь был подчинен преторианской префектуре Востока. Нисибис и Сингара наряду с территории Адиабены, завоеванные при Диоклетиане, были утрачены после неудачного похода Юлиана II в 363 году и столица была перенесена в Амиду, в то время как местоположение дукса Месопотамии (наместник) находилось в Константине. Также в состав провинции входили города Мартирополис и Кефас.
После того, как началась война с персами в 502 году, император Анастасий I построил крепость Дару в противовес Нисибису и служившей новой базой дуксу Месопотамии. В ходе реформ Юстиниана I провинция была разделена: северные районы с Мартирополисом отошли провинции Армения IV, а остальные были разделены на два гражданских и церковных округа, один (регион к югу от реки Тигр) со столицей в Амиде и другой (район Тур Абдин) со столицей в Даре. Провинция сильно пострадала во время почти постоянных войн с Персией в VI веке. В 573 году персы даже взяли Дару, но восточные римляне восстановили её в соответствии с миром 591 года. Они потеряли Месопотамию ещё раз во время великой войны 602—628 годов, а затем вернули, но окончательна провинция была потеряна в результате мусульманских завоеваний в 633—640 годах.